# ڬ
Gāf, gap, ou Kāf point suscrit est une lettre additionnelle de l’alphabet arabe utilisée dans l’écriture jawi en aceh, banjar, malais, minangkabau, tausug, etc., principalement avec la forme d’un kāf ouvert ‹ ݢ ›. Elle est composée d’un kāf diacrité d’un point suscrit.

## Utilisation
Dans les langues écrites avec le jawi, ‹ ݢ › représente une consonne occlusive vélaire voisée [ɡ]. La forme ‹ ݢ › composée d’un kāf ouvert ‹ ک › est préférée à la forme ‹ ڬ › composée d’un kāf nu ‹ ك ›.
Le gaf ‹ ݢ › peut aussi parfois avoir trois points suscrits ‹ ݣ › ou trois point souscrits ‹ ؼ ›.
Ibn Khaldoun l’utilise notamment en arabe au XIVe siècle pour noter le g dur berbère dans la Muqaddima, alternativement avec le kāf deux points suscrits ‹ ݿ › et le kāf point souscrit ‹ ࢴ ›, indiquant que la lettre est prononcé entre un kāf et un djīn (avec son point souscrit distinctif) ou un qāf (avec son point suscrit ou ses deux points suscrits).

## Représentation informatique
Le kāf point suscrit peut être représenté avec les caractères Unicode suivants (arabe, supplément arabe) :
| formes | représentations | chaînes de caractères | points de code | descriptions                     |
| ------ | --------------- | --------------------- | -------------- | -------------------------------- |
| lettre | ڬ               | ڬ                     | U+06AC         | lettre arabe kaf point en chef   |
| lettre | ݢ               | ݢ                     | U+0762         | lettre arabe keha’ point en chef |